# Elaphoglossum minutum
Elaphoglossum minutum là một loài thực vật có mạch trong họ Lomariopsidaceae. Loài này được (Pohl ex Fée) T. Moore mô tả khoa học đầu tiên năm 1857.